# Middle Island (ö i Australien, Western Australia, lat -34,10, long 123,19)
Middle Island är en ö i Australien. Den ligger i delstaten Western Australia, omkring 720 kilometer öster om delstatshuvudstaden Perth. Arean är 11,0 kvadratkilometer. Den sträcker sig 4,9 kilometer i nord-sydlig riktning, och 5,4 kilometer i öst-västlig riktning.
Genomsnittlig årsnederbörd är 707 millimeter. Den regnigaste månaden är augusti, med i genomsnitt 86 mm nederbörd, och den torraste är februari, med 32 mm nederbörd.